# Ахалшени (Каспский муниципалитет)
Ахалшени (груз. ახალშენი) — село в Грузии, на территории Каспского муниципалитета края (мхаре) Шида-Картли.

## География
Село находится в центральной части Грузии, на правом берегу реки Лехуры, на расстоянии приблизительно 11 километров (по прямой) к северо-западу от города Каспи, административного центра муниципалитета. Абсолютная высота — 771 метр над уровнем моря.

## Население
По результатам официальной переписи населения 2014 года, в Ахалшени проживало 127 человек (60 мужчин и 67 женщин). В национальной структуре населения грузины составляли 100 %.
| Год  | Население, человек |
| ---- | ------------------ |
| 2002 | 145                |
| 2014 | ↘ 127              |